# Lacinipolia quadrilineata
Lacinipolia quadrilineata là một loài bướm đêm trong họ Noctuidae.